# Charles D'Ambrosio

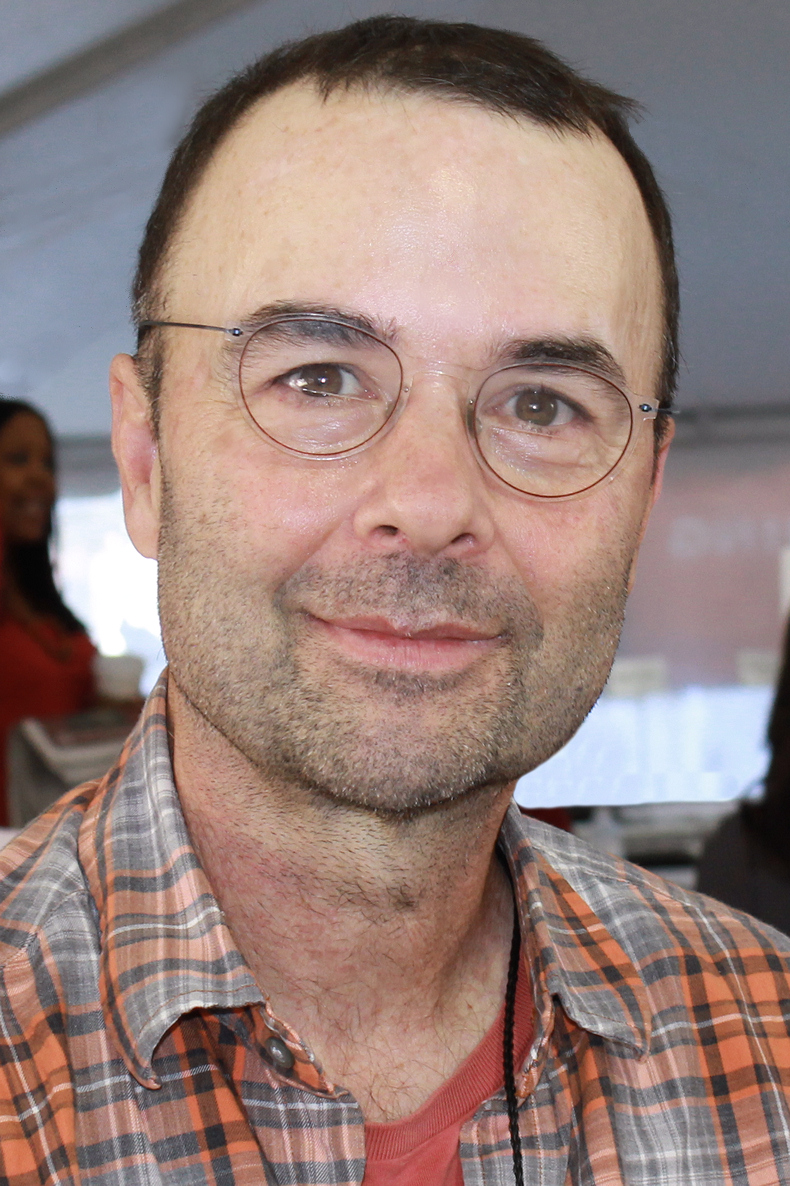
Charles D'Ambrosio

(Charles D'Ambrosio, Perdersi)
Charles Anthony D'Ambrosio Jr (Seattle, 1958) è uno scrittore statunitense.

## Biografia
Figlio di Charles D'Ambrosio Sr (1932-2011), docente di Finanza presso l'Università di Washington, D'Ambrosio è cresciuto a Seattle con due fratelli e quattro sorelle. Ha frequentato l'Oberlin College, laureandosi al prestigioso Iowa Writers Workshop, dove attualmente insegna. Precedentemente ha insegnato scrittura creativa all'Università Statale di Portland ed è stato professore a contratto al Tin House Summer Writers Workshop e al Warren Wilson MFA Program for Writers. Nel 2005 si è sposato con la scrittrice e musicista Heather Larimer; i due hanno divorziato nel 2008.
D'Ambrosio è autore di due raccolte di racconti: Il Punto (1995), pubblicato in Italia con il titolo Il suo vero nome, e Il museo dei pesci morti (2006), segnalate tra i libri dell'anno del New York Times. Entrambe le opere sono edite in Italia dalla minimum fax e sono uscite rispettivamente nel 2008 e nel 2014. Nel 2005 ha anche pubblicato una raccolta di saggi, dal titolo Orphans. Il libro, edito dalla Clear Cut Press, piccola casa editrice dell'Oregon, è stato stampato in tiratura limitata andando subito esaurito e da allora non è stato più ripubblicato, tanto da essere diventato ormai un vero e proprio oggetto di culto.
I suoi scritti sono apparsi su prestigiosi quotidiani e riviste, come: The New Yorker; The Stranger; The Paris Review; Zoetrope: All-Story; e A Public Space. Il suo ultimo libro, Perdersi, è uscito in Italia nel novembre 2016 sempre sotto la casa editrice mimimun fax e si tratta di una raccolta di saggi narrativi ambientati nella città natale dell'autore e di stampo autobiografico.
Nell'ottobre 2006, D'Ambrosio è stato insignito insieme ad altri autori del prestigioso Whiting Award, assegnato ogni anno a scrittori emergenti dall'omonima Fondazione statunitense. Fra gli altri premi, ha ricevuto anche un Academy Award dall'American Academy of Arts and Letters. Si tratta di una sorta di borsa di studio assegnata dalla Fondazione Lannan del valore di 150,000 $. Altri 50,000 $ gli sono stati assegnati dalla United States Artists (USA), un'organizzazione No-profit nata nel 2005 con lo scopo di supportare e promuovere il lavoro di artisti americani in varie discipline.
Nel 2007, con Il museo dei pesci morti, ha vinto il Washington State Book Award nella sezione Narrativa.

## Opere

### Racconti
The Point
- The Point, pubblicato originariamente su The New Yorker, 1 ottobre 1990.
- Her Real Name, pubblicato originariamente su The Barcelona Review, Primavera 1993.
- American Bullfrog
- Jacinta, pubblicato originariamente su Story.
- All Aboard, pubblicato originariamente su The Cimarron Review.
- Lyricism, pubblicato originariamente su Story con il titolo A Christmas Carol.
- Open House, pubblicato originariamente su The Paris Review, Inverno 1994.

Il museo dei pesci morti
- The High Divide, originariamente pubblicato su The New Yorker, 3 febbraio 2003.
- Drummond & Son, originariamente pubblicato su The New Yorker, 7 ottobre 2002.
- Screenwriter, originariamente pubblicato su The New Yorker, 8 dicembre 2003.
- Up North, originariamente pubblicato su The New Yorker, 14 febbraio 2005.
- The Scheme of Things, originariamente pubblicato su The New Yorker, 11 ottobre 2004.
- The Dead Fish Museum, originariamente pubblicato su A Public Space, Primavera 2005.
- Blessing, originariamente pubblicato su Zoetrope: All-Story, Inverno 2005.
- The Bone Game, originariamente pubblicaDocuments, originally published in The New Yorker, 2002-06-17.[11]

Loitering (2014)to su The New Yorker, 6 marzo 2006.

### Raccolta di saggi
Orphans (2005)
- Documents, originariamente pubblicato su The New Yorker, 17 giugno 2002

Loitering (2014)

### Altri saggi e racconti brevi
- The Allegorical Tourist: Jonathan Raban Straddles a Sea and Its Meanings, pubblicato su The Stranger, 9 dicembre 1999.
- Train in Vain, pubblicato su The New Yorker, 14 giugno 2004.
- Summer of '42, pubblicato su The New Yorker, 11 giugno 2007.